# 纽伦堡火车总站
纽伦堡火车总站（德語：Nürnberg Hauptbahnhof）是巴伐利亚北部最大的铁路车站及德国铁路所划分的21座一等车站之一。它坐落于德国从北往南及从东往西的交通干线中央，并凭借所设有的25条通过式正线及其中的23条到发线，使其成为欧洲最大规模的通过式车站。这里日均开行有466班列车，每日有超过18万人次到发。此外，它也是纽伦堡大区的交通枢纽中心。

## 方位

### 于轨道网络

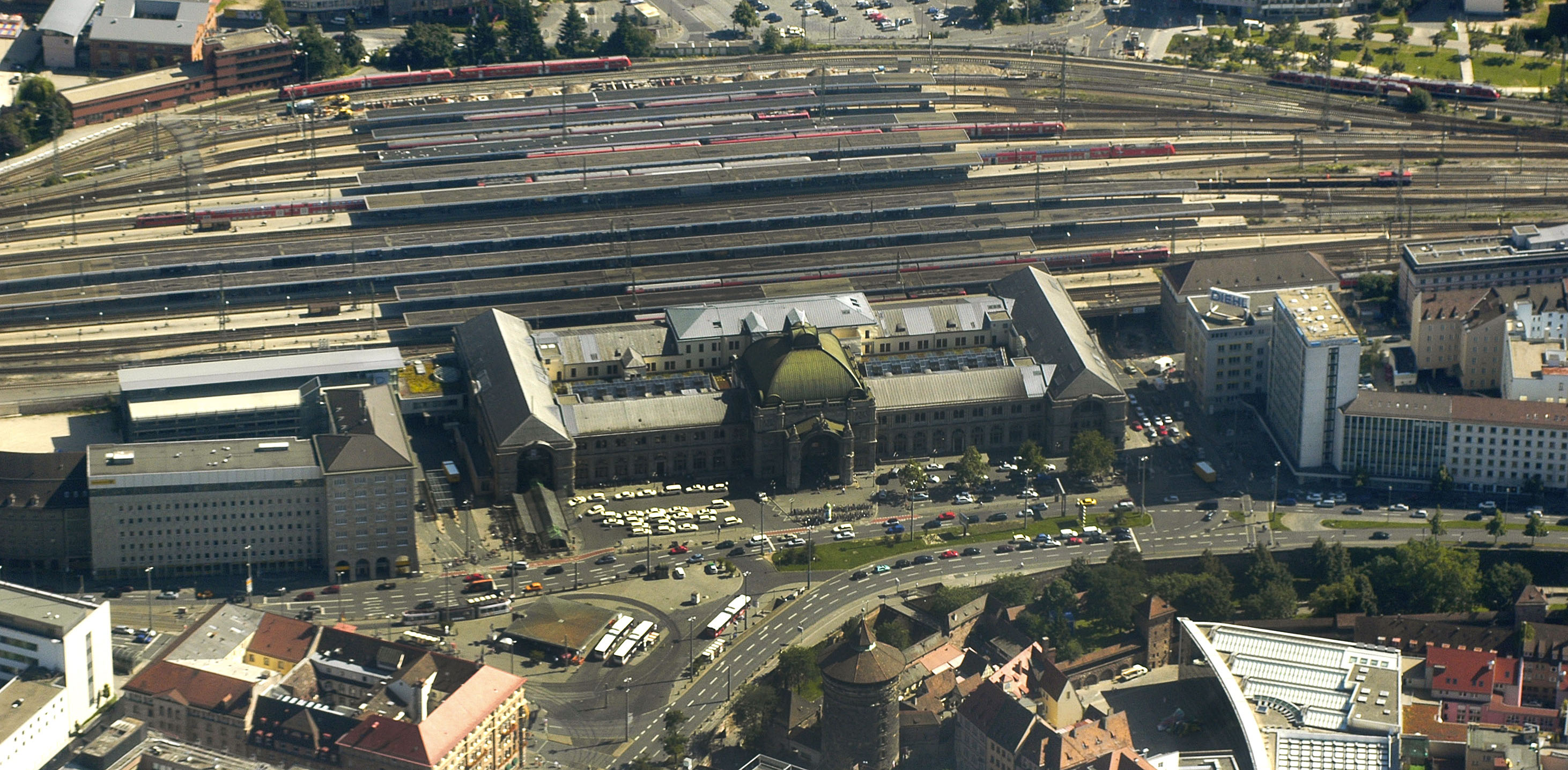
车站鸟瞰图（2009年）

纽伦堡火车总站是德国南部铁路网络的重要节点，这里有众多的铁路线从四面八方汇集。这里也是自2006年夏季投入运营的纽伦堡－因戈尔施塔特－慕尼黑高速铁路的起讫点，它使大量列车班次缩短了行车时间。同样，纽伦堡总站也将成为经过改造后的纽伦堡－埃尔福特高速铁路的出发点，后者将于2017年12月投入大规模运营。
西部的邻城车站菲尔特火车总站已将来自维尔茨堡和来自班贝格的铁路汇集在一起，然后再并线朝纽伦堡方向运行。至纽伦堡西部，则有来自克赖尔斯海姆、来自罗特和来自奥格斯堡的铁路相继加入。随后这四条路线再并线从西部汇入纽伦堡总站。
来自雷根斯堡的铁路与来自慕尼黑的高速铁路在纽伦堡东南部交汇。它们在车站东侧的前沿地带与来自海布、来自施万多夫和来自福伊赫特的铁路合并，并共同从东部进入纽伦堡总站。

### 于城区
纽伦堡火车总站位于纽伦堡旧城东南缘的塔费尔霍夫区，其对面就是地处玛丽恩门工事（Marientorgraben）、福劳恩门工事（Frauentorgraben）和站前大街（Bahnhofstraße）交汇处的柯尼希门。

## 交通连接
作为德国统一第8号交通工程的组成部分，纽伦堡应在钟面运行图中被设置成对称时刻为0的节点。

### 长途运输

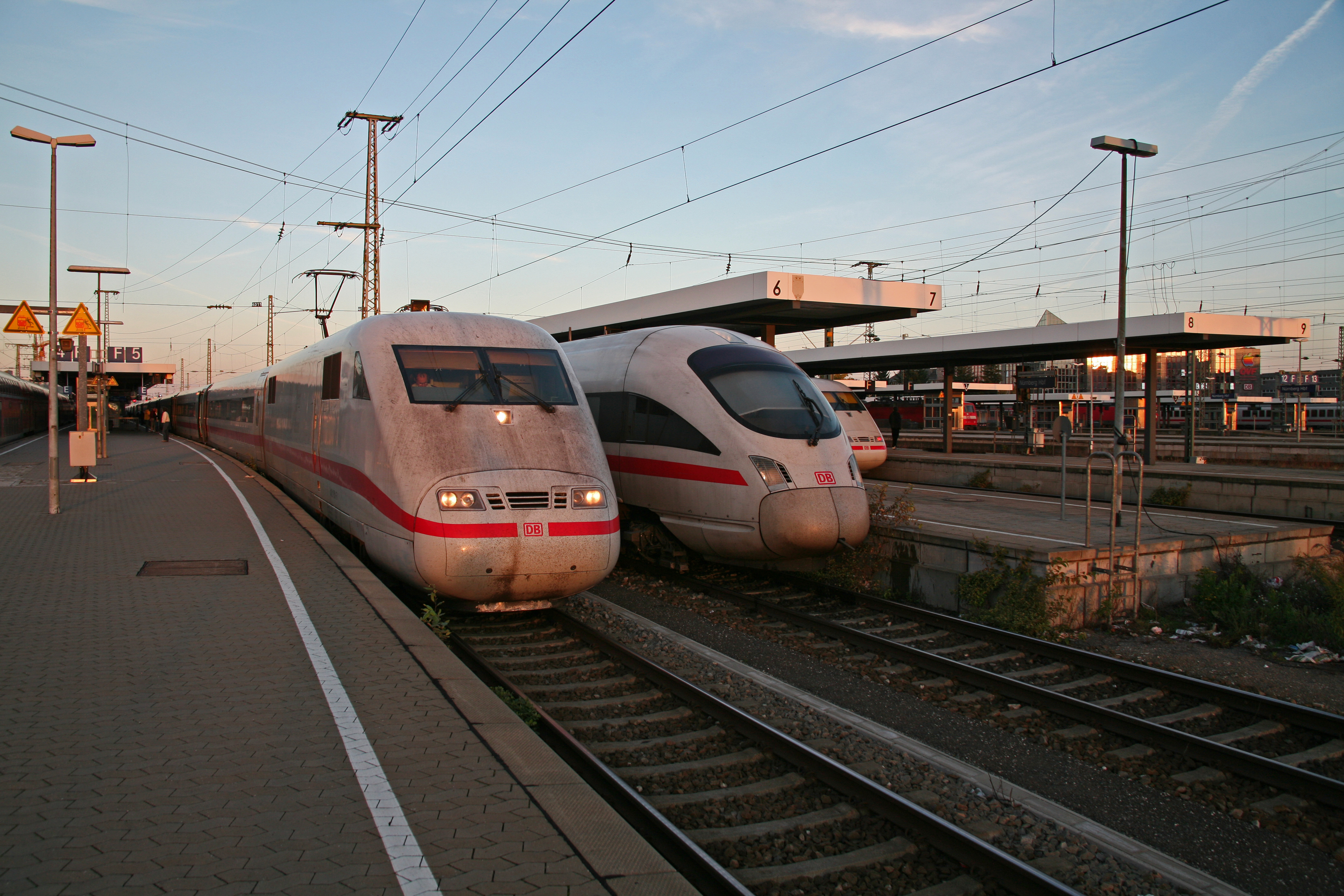
停靠于长途站台的ICE列车

纽伦堡火车总站是城际快车（ICE）25号线、28号线、31号线、41号线、91号线以及城际列车/欧城列车（IC/EC）26号线、28号线、31号线和61号线的交叉点，同时也是纽伦堡市内唯一的长途车站。这些线路在纽伦堡总站的发车频率大多为每小时1班，部分甚至会通过线路重叠的方式达至更为密集的发车频率。几乎所有从慕尼黑发往北方的长途列车服务如今均会集中通过高速铁路先行抵达纽伦堡，并只能在此分离前往不同的目的地。而随着纽伦堡至莱比锡之间的高速铁路建成，通往柏林的行车时间还将大大加快。长途列车由此处可通往慕尼黑、莱比锡、柏林、进入莱茵-美因城市群和鲁尔区，此外也可以通往斯图加特、卡尔斯鲁厄、汉堡甚至帕绍和维也纳。区际快车（IRE）在这里设有每日连接至开姆尼茨和德累斯顿的服务。而夜间列车服务则包括前往汉堡、科隆和维也纳。
自2009年8月9日起，德国铁路在纽伦堡及布拉格之间开办了一项快速巴士服务。它由德铁长途运输和德铁城市运输合作经营，提供发车频率为两小时1班，每日共6班的弗兰肯巴士运输服务，并取代了两地间自2004年起停办的城际列车服务。2011年5月28日，另一项长途巴士服务也投入运营，它在纽伦堡与巴特菲兴之间提供每日1班的连接。
早在1939年的夏季运行图中，纽伦堡总站便每日发送有91班定期长途列车。

### 区域及快铁运输

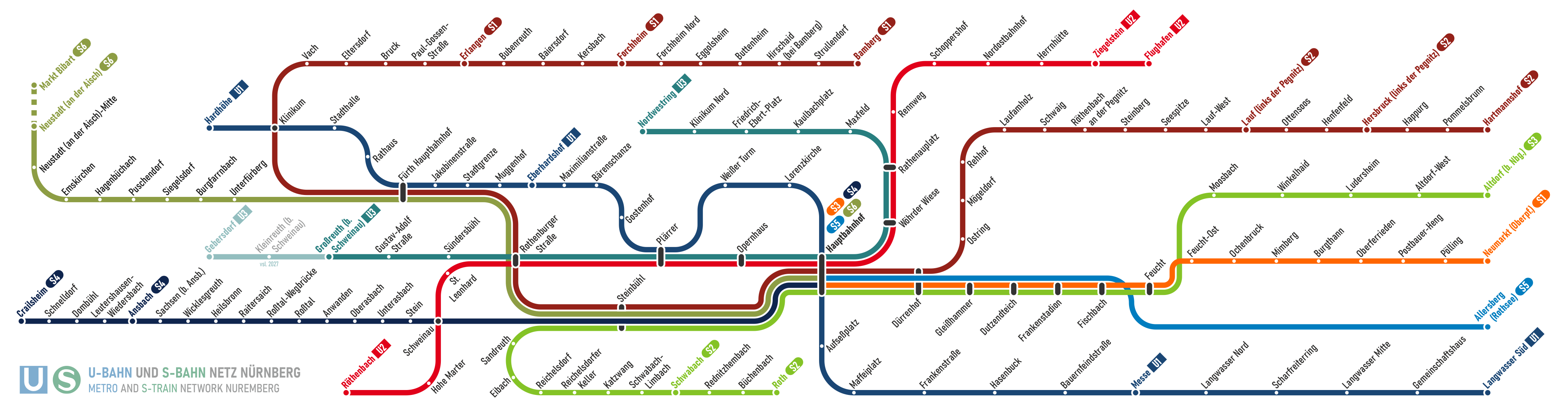
纽伦堡总站的快铁及地铁网图

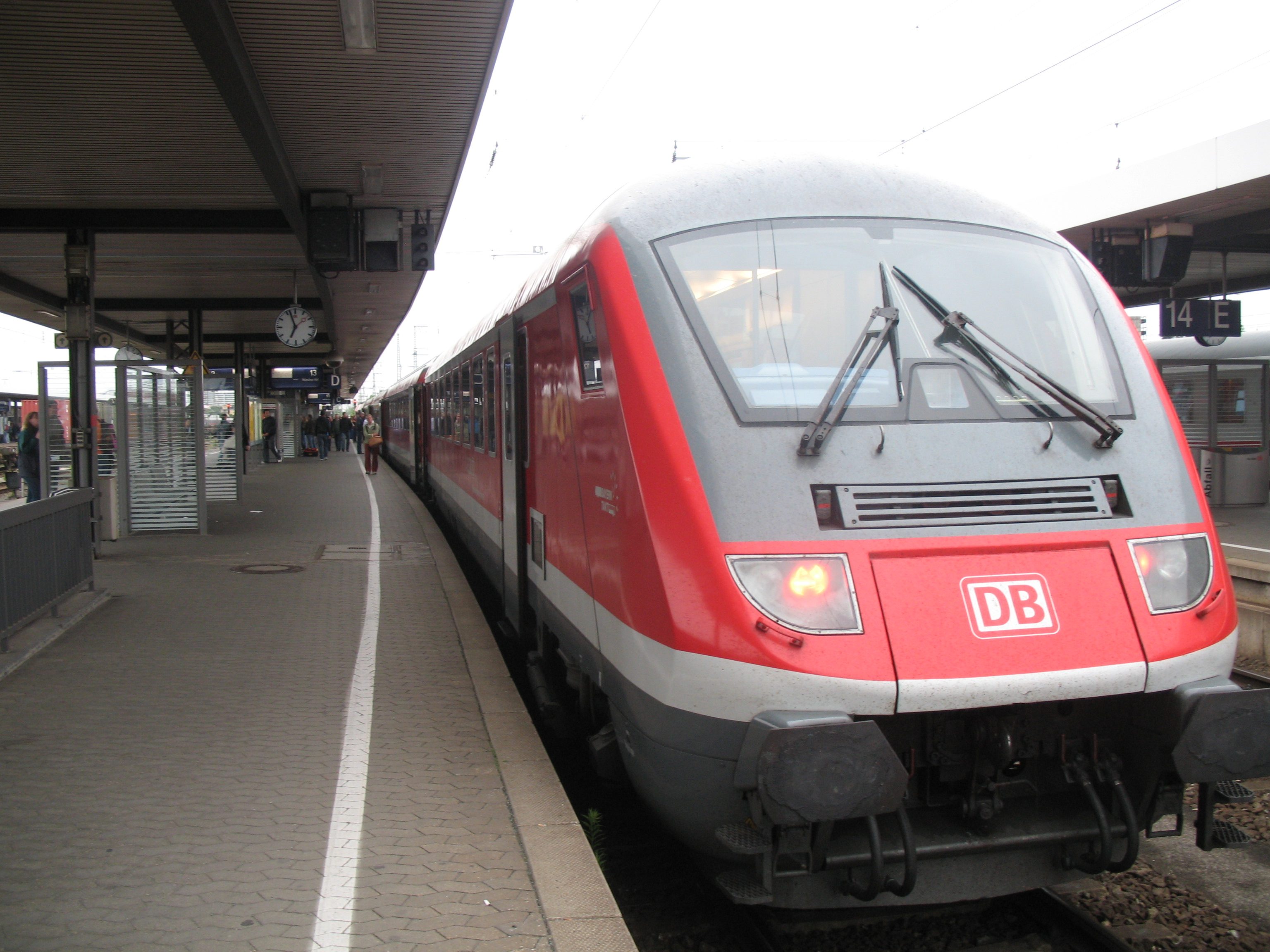
慕尼黑-纽伦堡快车

在短途运输服务中，区域快车（RE）和区域列车（RB）主要运行于纽伦堡的周边地区（西梅尔斯多尔夫、诺伊豪森、阿勒斯贝格和艾施河畔诺伊施塔特），但它们也能通达巴伐利亚州的大部分地区（拜罗伊特、霍夫、瓦尔德纳布河畔诺伊施塔特、施万多夫、雷根斯堡、慕尼黑、奥格斯堡及维尔茨堡），甚至前往巴登-符腾堡州的斯图加特、黑森州的法兰克福、萨克森州的德累斯顿、图林根州的松讷贝格以及捷克共和国的海布和布拉格。其中后者已在2010年的运行图调整中被爱瑞发德国接管，并至2012年12月前以alex的名义运营。几乎所有的路线都有固定的发车频率，主要为每小时1班，而在高峰时段则会有更为频密的发车间隔。经由高速铁路前往因戈尔施塔特及慕尼黑的慕尼黑-纽伦堡快车为两座城市之间创建了一个更快捷的短途运输服务，这是一种较城际快车更为廉价替代品。
纽伦堡快铁的四条路线将纽伦堡与班贝格或哈特曼斯霍夫（S1线）、罗特或纽伦堡附近阿尔特多夫（S2线）、诺伊马尔克特（S3线）以及安斯巴赫（S4线）联系在了一起。其中S1线、S2线和S3线使用1至3道月台以及紧邻车站建筑附近的30道站，以显著缩短对市内短途运输进行换乘的时间。然而由于操作上的原因（车站西侧的铁路设施会对前往安斯巴赫的轨道造成阻碍），S4线的列车只能在22道站台到发。

### 市内交通

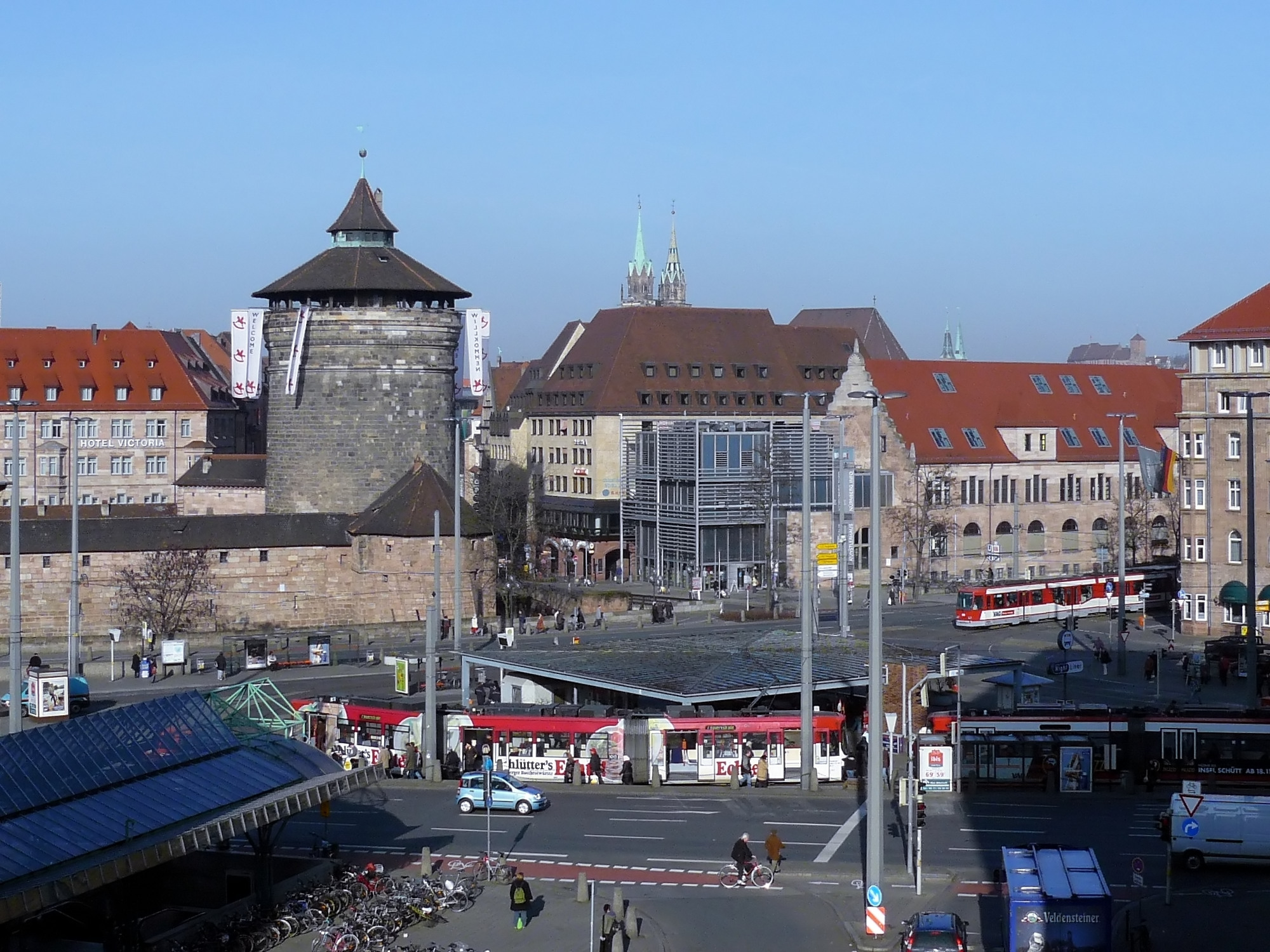
站前广场及有轨电车站

坐落于纽伦堡总站地下的是火车总站地铁站，这里是纽伦堡地铁U1线、U2线和U3线的两座换乘站之一。U1线的运行范围包括市中心以及纽伦堡会展；U2线则连接了纽伦堡总站及纽伦堡东北站，后者作为格拉芬贝格铁路的起讫点可通往弗兰肯瑞士以及纽伦堡机场。站前广场停靠有各种不同的有轨电车及市内巴士路线。在周末及节假日的夜间，站前广场也可以作为深宵巴士路線的聚集点及中央换乘枢纽使用。车站以东大约200米开外便是在2005年经过整修后重新开放的巴士总站，那里提供有前往欧洲不同国家的国际巴士路线服务。

## 基础设施

### 服务设施
德国铁路在车站内设有一间旅游中心，并在中央大堂设有服务点。在一楼则设有德铁贵宾厅供德国铁路的常旅客及一等车厢乘客使用。安装于大堂及所有站台上的众多动态显示牌会展现当前的交通状况。车站广播是自动播报的。车站建筑及站台有很大程度已实现了无障碍进出，车站大堂的各个楼层均可通过自动扶梯和升降机到达。

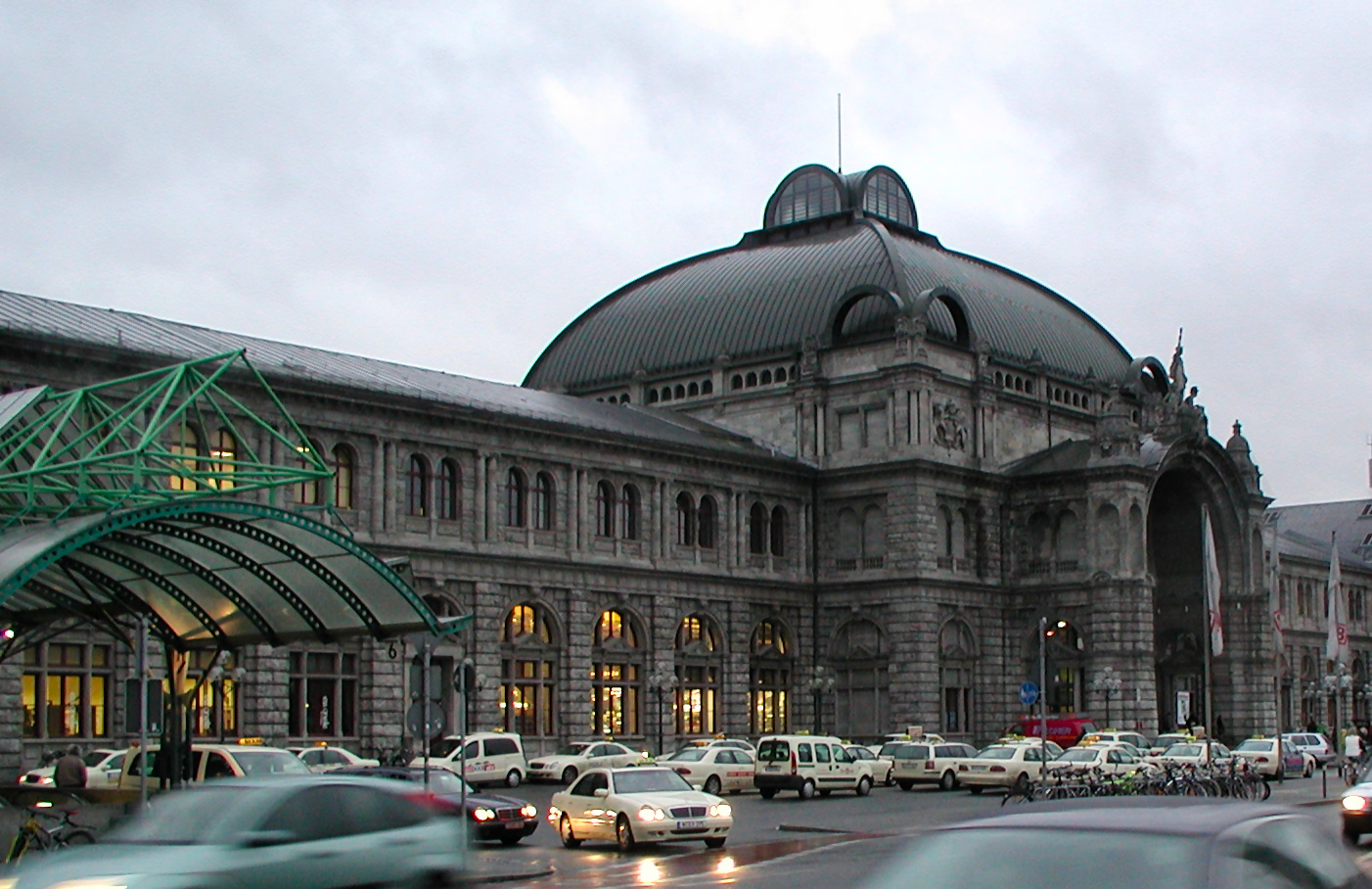
站前广场的的士站

援助机构车站使命团的服务处所设于车站的地下。在这里，工作人员将为游客和无家可归者提供全天候的咨询和帮助。自2011年5月9日起，该车站使命团处所还成为了首批在德国范围内规划的5间儿童贵宾厅之一。
车站的租赁总面积达20,214平方米。车站大楼内有大量各式各样的日常需求店铺，其中包括旅行用品专卖店、餐厅及快餐摊档。共有55间店铺被租用。更多的店铺和商超则设于连接车站的柯尼希门通道（Königstorpassage）中。
在1999年初，一座设有487个泊位的停车场在东大厅旁边投入使用。德国铁路已为此启动了相应的规划，它由一家保险公司提供所需的投资金额。
车站底层的一间地下室被指定用作失物找寻处，这里将收纳乘客在车站或是德国铁路列车上的遗失物品。在那里同样还能找到一个城际列车急件货物（IC-Kuriergut）的柜台和设有500个储物柜的行李寄存处。
站前广场则还设有一个的士站。

### 信号所
早在1900年，车站便已有116名员工轮班为约100班列车的进出负责扳道及调度工作。
在1907年至1911年期间，则产生了一系列的机电信号所。在此之前，转辙器及信号是通过分散的人员进行手工转换。而从这时起，只需要40名扳道工便可取代原116人的工作量。其运作是通过2个指令式信号箱和12个从动式信号箱进行控制。至1913年，每天有112班进出列车均通过来自于14个塔站的40名员工轮班调度。
在1930年至1935年期间，这些信号所已作出各种不同的变更和改良，例如增强滑行路程的安全性以及引入包含一个从动式控制的电子列车位置检测装置。在第二次世界大战期间，信号所于1944年被摧毁。它们被暂时由两个可移动式的机电信号装置所取代。在其后的重建中，进一步通过中央控制的四信号所方案被摈弃。至1968年，首个SpDrS-60型中继信号所投入使用，它的其中一部分被替换为指令信号所。
1983年8月，一座新的、有40米长、21米高和11米宽的中央信号所建筑开始进行框架施工。该中央信号所是在1988年11月底以Nhf的名义投入运营。根据列车调度员及调度助手所控制的车站西部或东部区域，这项信号工作还需要依靠一名接车员、一名车站外勤值班员和一名列车运转车长的协助完成。其调度范围也扩展到了菲尔特以及西部的施魏瑙车站、南部的埃巴赫车站和杜特岑德泰希车站以及东部的莫格尔多夫车站。其网侧功率为630千瓦。
新建信号所的投资额为3,830万德国马克。在当时，车站区域每天可以处理900班列车以及2,900班调车运行。该规划始于1970年代，除了本身更为合理化的职能外，它还为计划中兴建的前往慕尼黑的高速铁路创造了有利条件。在新的信号所投入运营前不久，一个价值约百万的发车通告板也在中部大堂投入服务，它是由新的信号所通过电脑进行控制。而随着新的SpDrS 600型信号所运营满十年后，原本已有70年高龄的旧信号所正式退役。
时至今日，车站的东部及西部各设有一个调度员（负责列车运行）和一个扳道工（负责调车运行）。他们是在一个调度主任及助理主任的配合下进行轨道变更、连接及移动的操作。车站广播及显示屏的控制则由两名德铁车站及服务公司的员工负责。所有这些员工均在中央信号所内办公。

## 建筑风格

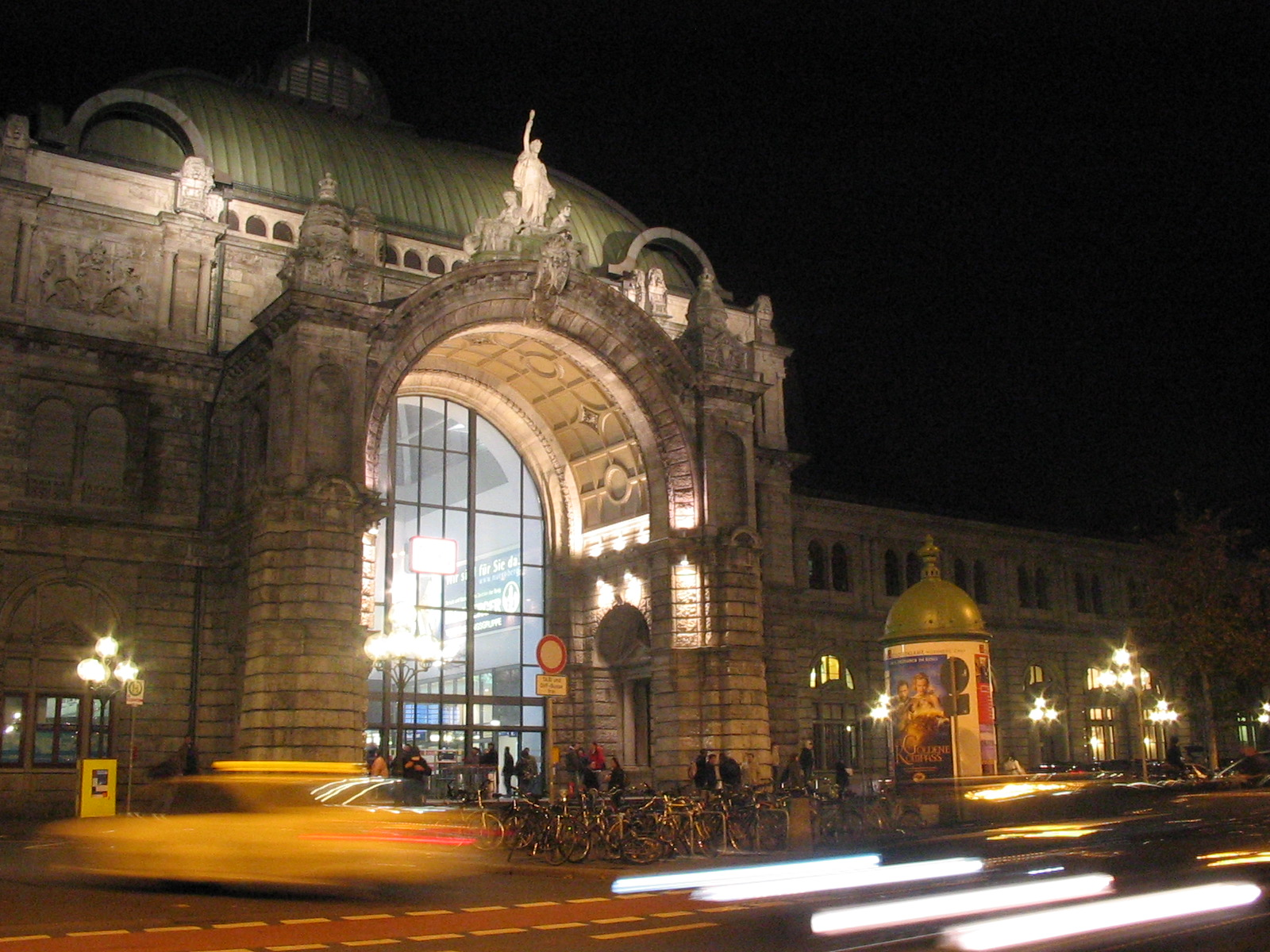
车站建筑中段夜景

纽伦堡火车总站最初是以一个哥德復興式建築的风格兴建，并由建筑师卡尔·岑格在1900年大规模改造为巴洛克复兴式建筑。其显著的特点是在外立面中广泛使用壳灰岩。各个大堂的入口处均有华丽的装饰，并展示有象征科技进步的图腾，例如中央大堂正门上方的叶轮。采用新艺术运动风格的大廳，即如今的旅游中心，是根据布鲁诺·保罗的设计始建于1904年至1905年间。墙壁的部分分区镶嵌有精致的马赛克表面，天花板则饰以得体的石膏。该大厅是车站少数几个在遭受第二次世界大战的破坏后仍得以保存完好的区域之一。在主入口的前方还竖立有一个来自20世纪初的广告柱。
在1950年制定的规划中，巴洛克复兴式建筑将会被重新改造回哥德复兴式建筑。但这项工程在施工开始不久后便被撤销，使得只有少数的区域完成了重构。
在1990年代采用的现代化风格车站建筑是由亚琛的FIS建筑事务所（FIS-Architekten）所设计。

## 历史

### 从开业至首次改造

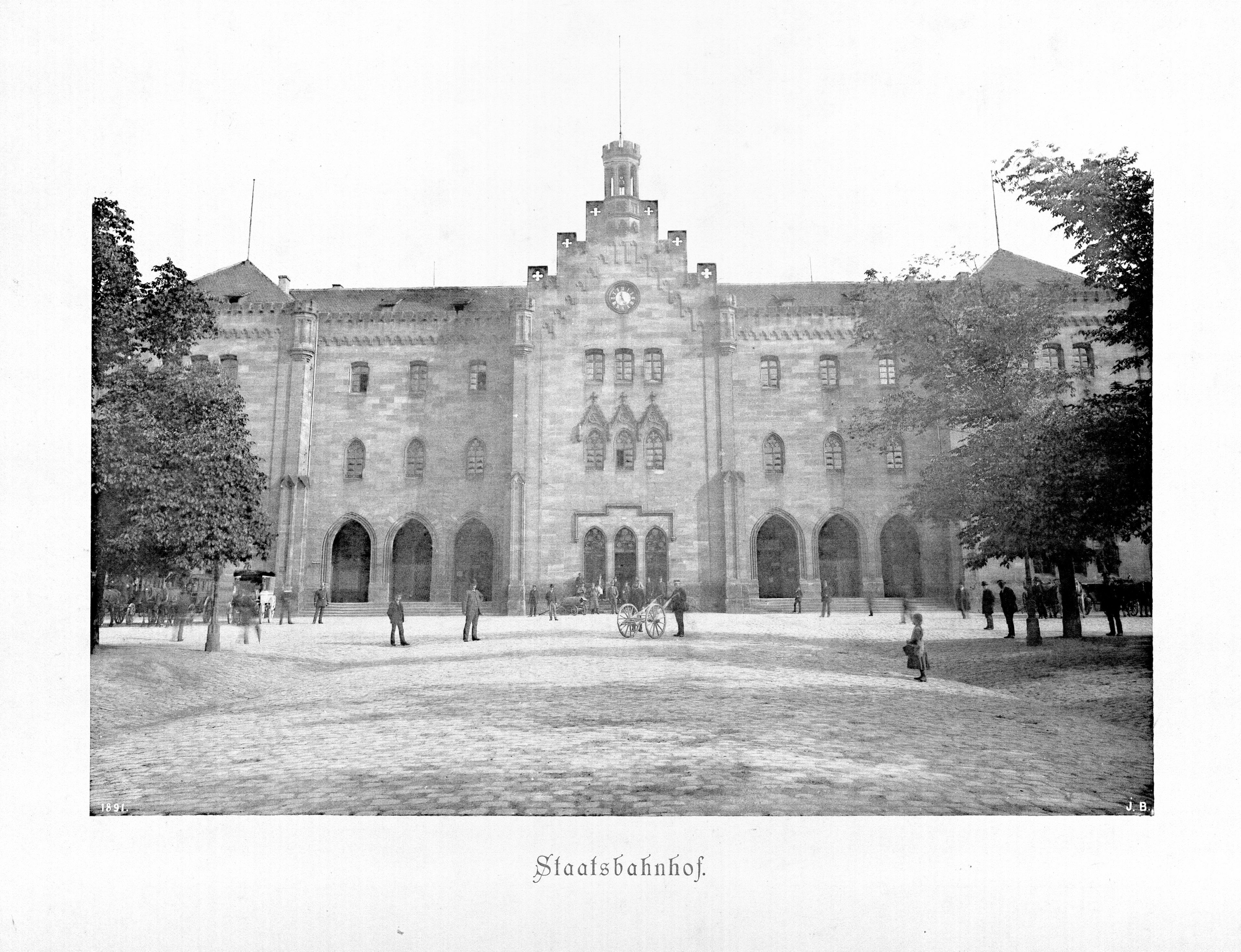
车站最初的照片（1891年）

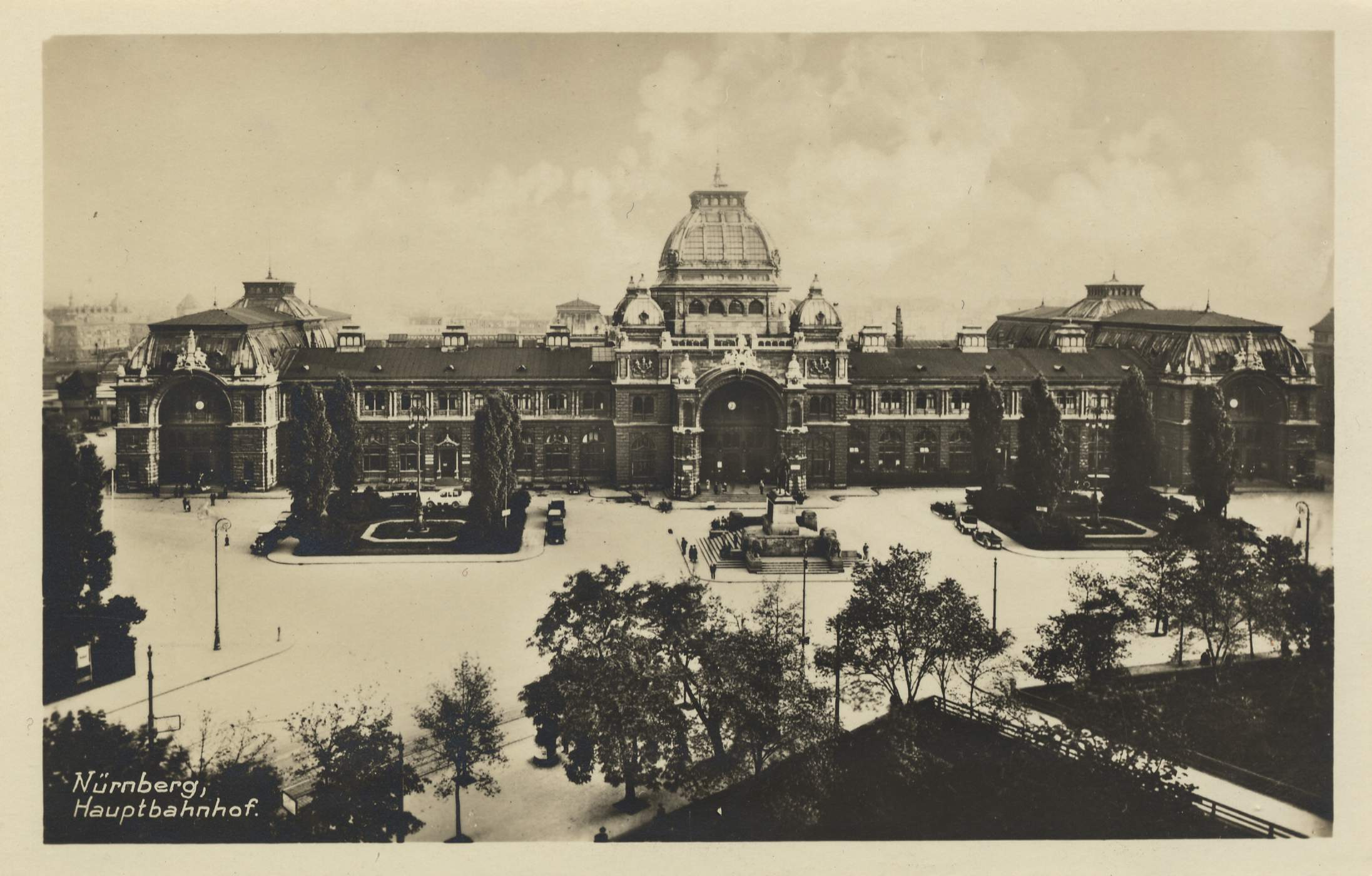
经过首次改造后的车站

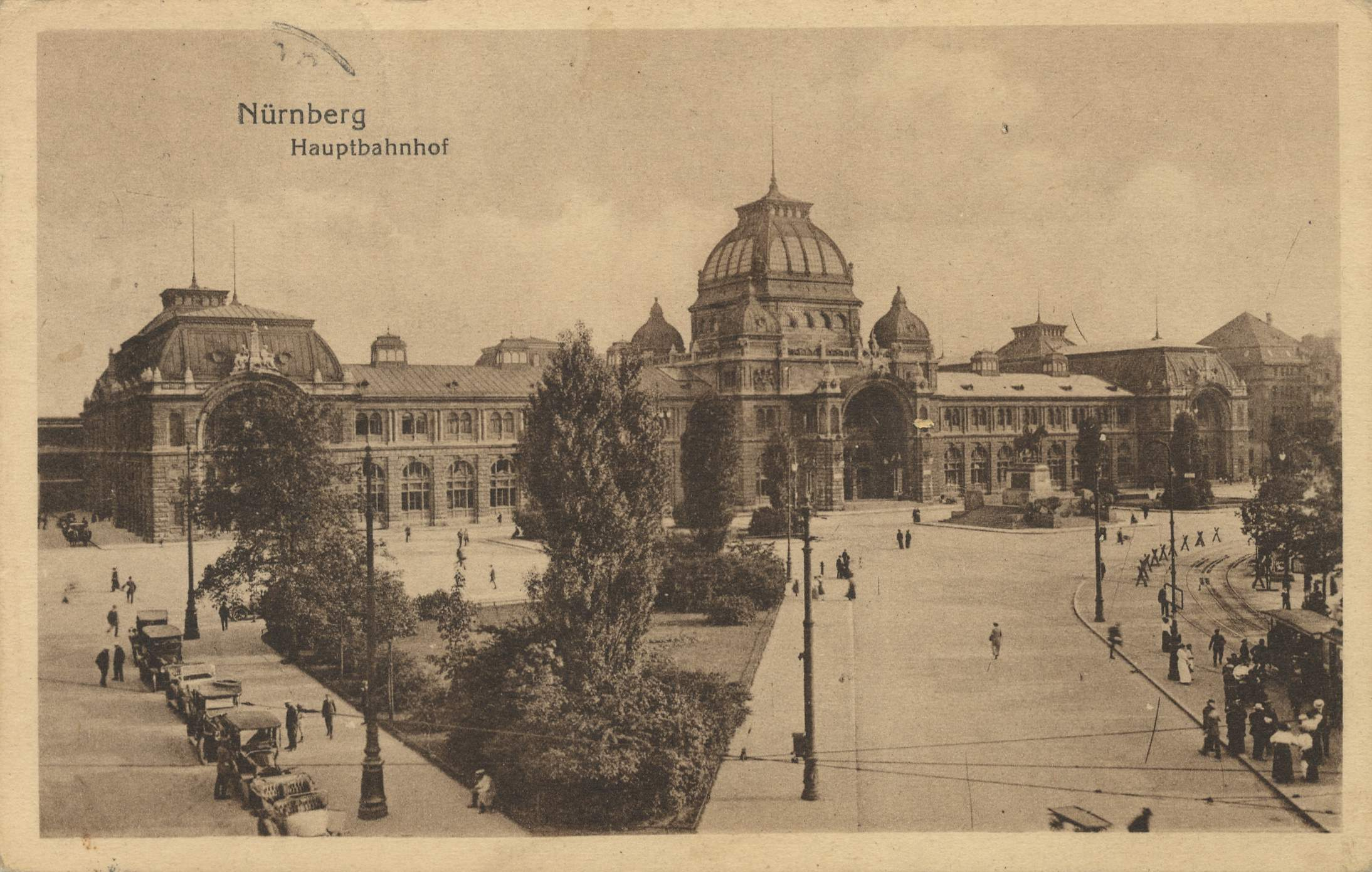
1918年的站前广场

作为巴伐利亚王国修建从林道通往霍夫的路德维希南北铁路的组成部分，纽伦堡火车总站在1844年至1847年间逐渐于现址兴起。由于此前由私营铁路巴伐利亚路德维希铁路设于普列尔附近、并通往菲尔特的车站显得容量较小，皇家巴伐利亚国营铁路遂决定在福劳恩工事的前地新建一座自己的车站。它与当时的大型车站所流行的样式一样被建为尽头式车站，而接待大堂则采用哥德复兴式建筑风格。随着国营铁路通往施瓦巴赫（1849年）、安斯巴赫（1875年）和拜罗伊特（1877年）的路线以及巴伐利亚东部铁路股份公司通往黑尔斯布鲁克（1859年）和雷根斯堡（1871年）的路线相继开通，该站逐渐发展成为了纽伦堡的中央车站。东部铁路公司在1859年修建通往黑尔斯布鲁克铁路的同时，还在现有车站的东侧建立了一座自己的尽头式车站，它于1876年在西端与纽伦堡总站连接成如今的通过式车站。
在1880年代，随着铁路运输量的进一步增加以及不断扩大的铁路设施，使得当局需要建造如今存在的过街地下通道。因此，塔费菲尔德隧道、卡尔·布略格隧道、玛丽恩隧道、杜伦霍夫隧道，以及凯尔特下跨道和阿勒斯贝格下跨道逐渐兴起。在1878年至1880年期间，用于客运的轨道设施再度扩建，这也使得货运业务被迫在1880年转移至至一座新建的货运总站（Hauptgüterbahnhof）办理。关于车站重建的新计划于1897年被提出，其中包括新建接待大楼、将整个轨道设施的高度提升3.27米以及建造一条通往轨道的行人隧道（西隧道及东隧道）。重建工程于1900年4月19日启动，并于1906年3月10日完工。而西隧道的开放以及南出口的设立直到1927年才完成。

### 摧毁及重建

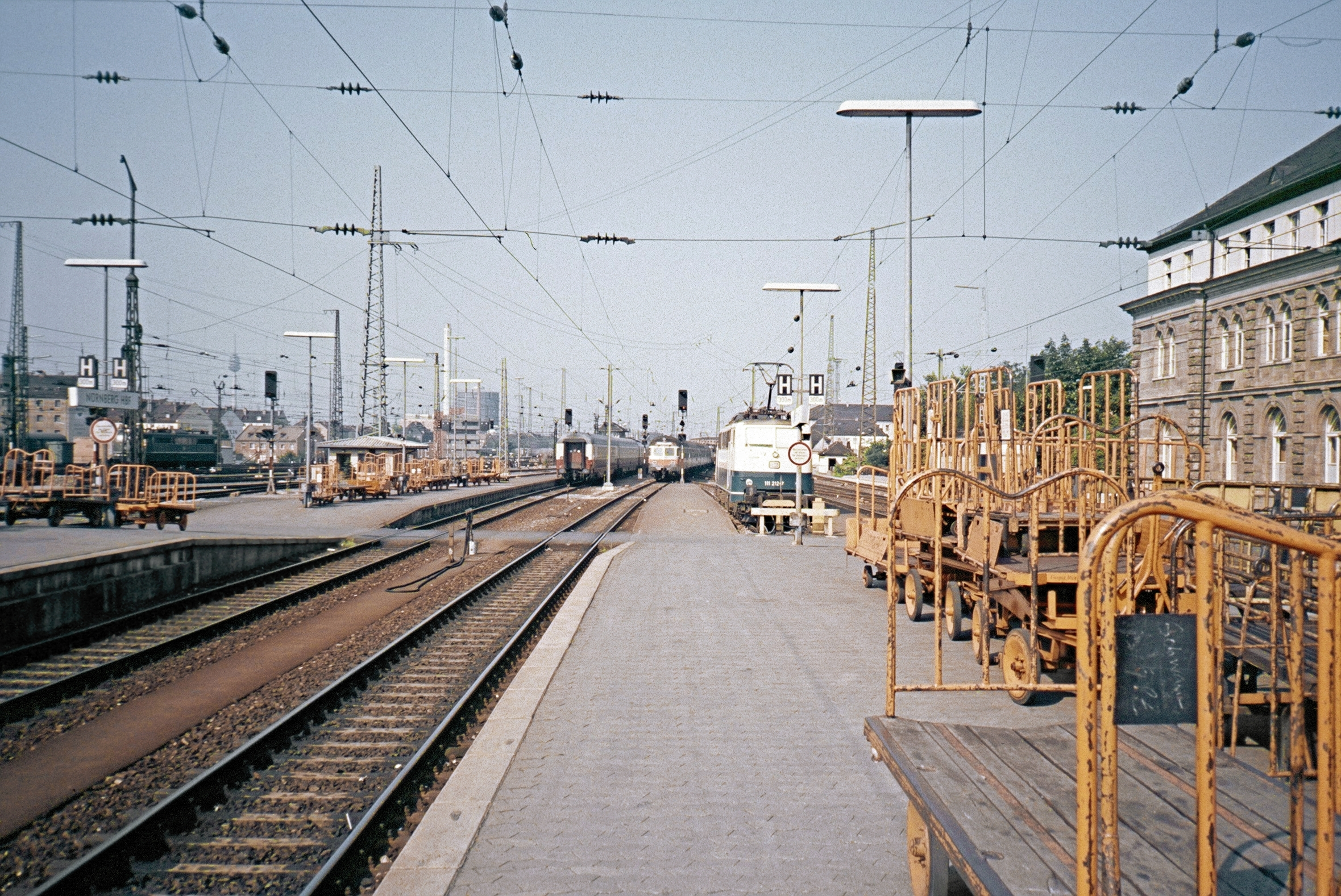
站台上的行包推车，西部视角（1986年）

在第二次世界大战期间，由于盟军持续对纽伦堡进行轰炸直至战争结束，使得车站除新艺术运动风格大厅外均遭到了严重的破坏，并自1945年3月16日起被迫关闭达9日之久。重建工作于1945年至1956年期间进行，由于资金短缺，它们只能以一个简化的形式修复，并创新的集成了一间电影院。1973年，车站地下的地铁工程开始建设，对此中央大堂需要清空并置于干栏之上。在1976年至1984年期间，各站台都被安装了新的檐篷，同时1道至15道的站台高度被提升至76厘米。第三个穹顶和中央大堂的新建工作始于1977年。1984年4月2日，始建于1906年的车站客栈被重新开放。它涵盖了390平方米的区域，净高达到8米。其后车站甚至制定有整体改造的计划，但从未实现。

### 对东部前沿进行快铁改造
1988年夏天，火车总站范围内已开始进行广泛的施工，以建立所谓的纽伦堡快铁“主线”。通过在车站的东北部设立自己的快铁站台，使得快铁列车可以从（远郊）的18/19道月台被转移至2/3道月台停靠。而通过使用这个近郊的轨道月台，乘客转往有轨电车、地铁和巴士的换乘时间能够显著降低。此外，新的快铁车站纽伦堡-杜伦霍夫车站也已建成。
东部轨道前沿的6阶段改造共斥资约1亿德国马克，它们由联邦政府、州政府及纽伦堡市政府共同承担。工程占地15.6万平方米，其中包括重新铺设16公里长的轨道和60座道岔，以及2个包含自有调车信号所的铁路停车场（共5.7公里）。为了使不设交叉路口的定向轨道得以从阿尔特多夫的定向轨道下方通过，当局建立了一个约60米长的立体交汇。共有10座桥梁建筑必须变更或新建，并新设有640米长的隔音屏障。欧洲境内特有的沙黄芪被移植至此，其它植物群在后来也被补种于铁路设施的周边区域。站台部分的改造费用需要另外斥资4,000万德国马克。快铁轨道在车站范围内的通行能力为80公里/小时。

### 新千年的现代化

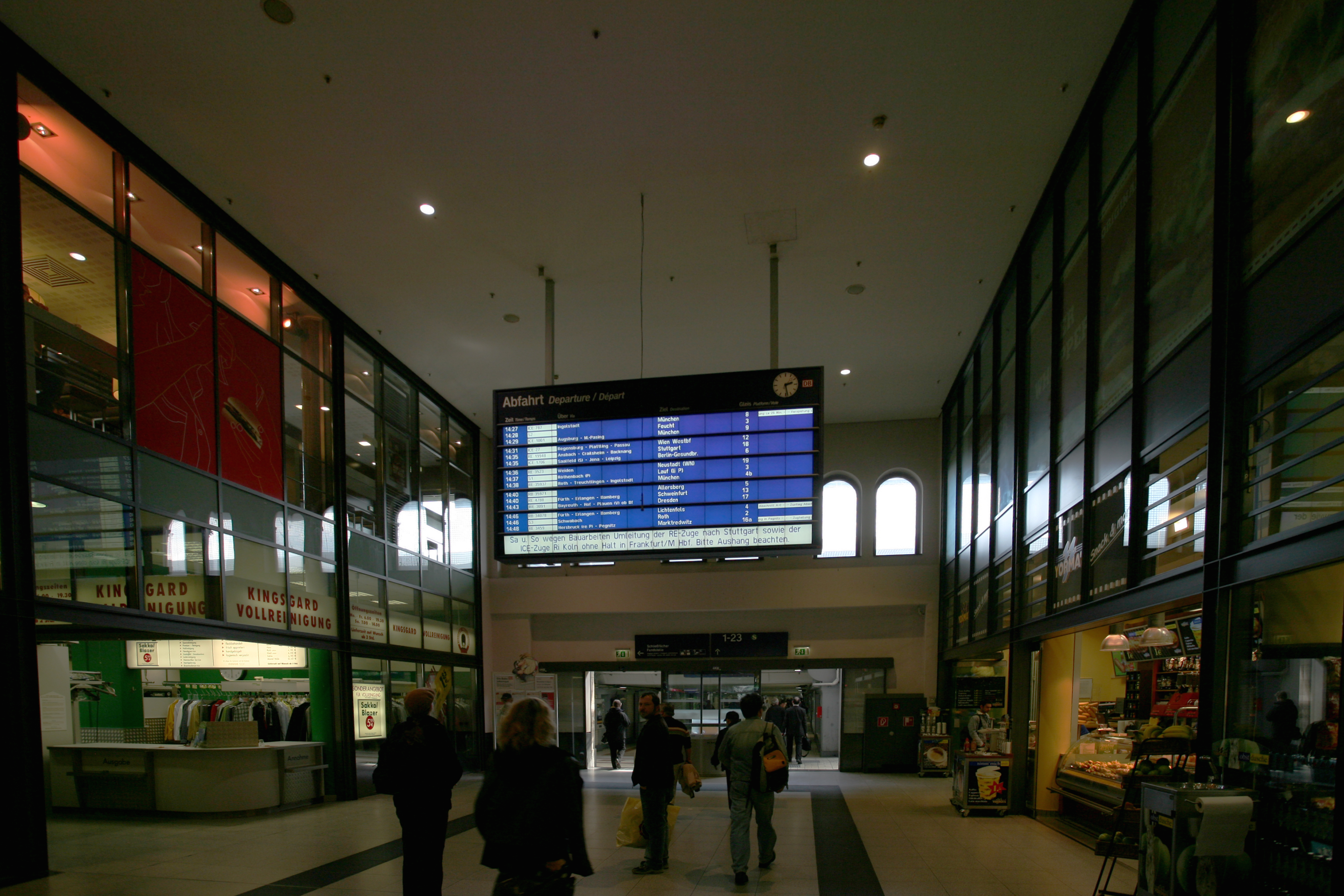
完成了现代化翻新的东大堂南段

车站最近的一次大规模改造发生于20世纪末，其中的电影院被移除，而室内空间也进行了重新设计。此外，接待大楼的中间楼层均面向公众开放，并且整个区域都被转化为购物中心。车票销售和咨询服务迁往了历史悠久的新艺术运动风格大厅，那里有艺术家爱丽丝·劳（Iris Rauh）所设计的三幅墙面马赛克镶嵌画。这个名为“时空旅行”的马赛克，呈现的主题是“旅行”在历史中的变迁，能引起途经行人的注意。2002年6月24日，在此期间已被列为文化遗产的接待大楼最终举行了落成典礼。

### 为快铁网络的补充改造
随着纽伦堡快铁网络在2010年12月12日的扩大，使得此时用于快铁的站台有必要进行进一步改建。主站台（1道）在其东侧进行了延长（新30道），以使快铁S3线的到达列车可以在此停靠。自此它提供有213米的有效长度和一个新的76厘米高的净空高度，并获得了一个通往东隧道的出口。对于经停的S1线，2站台（2道及3道）西侧的高度被部分降低为76厘米，并通过一个坡道与96厘米高的既有建筑相连。供S4线使用的11站台（22道及23道）于2009年夏季将高度由当时的38厘米提升至现行的76厘米，同时也对访问通道（楼梯及升降机）进行了调整，并增加了新的站台顶棚。
随着纽伦堡－埃尔福特高速铁路在2017年底建成通车，纽伦堡枢纽的区域及快铁列车服务将进行重新编排。往返于柏林的ICE列车间隔今后将不再是30分钟，而是0分钟间隔。